# Bandiaeapolosegus
Bandiaeapolosegus ist der Name einer keltischen Gottheit. Er wurde ein einziges Mal auf einer Inschrift aus Norba Caesarea in der römischen Provinz Lusitania (heute Las Broças in Portugal) vorgefunden. Diese Inschrift trägt den Text:
Bandiae / Apolo/sego {LV} / Lupus Ta/ncini f(ilius) a(nimo) l(ibens) v(otum) s(olvit)
Eine Interpretatio Romana mit Apollon wird wegen des zweiten Namensteiles angenommen.